# Замкова тінь
За́мкова тінь — львівський акустичний гурт, що намагався існувати поза всіма стильовими й жанровими дефініціями, кладучи власні тексти на власну ж музику.
Час появи колективу нині встановити важко, можливо й через те, що як такої появи ніколи й не було — просто в якийсь момент стало очевидним, що донедавна аморфні творчі шукання оформились у щось, і це щось може бути названо, наприклад, «Замкова тінь».
Остаточно структура колективу усталилася, схоже, десь на початку 2002 — відтоді дехто відходив, дехто приходив, привносячи й забираючи себе, проте не змінюючи гурту принципово. Того ж 2002 почалось публічне життя «Замкової тіні» — за рік вона дала 6 концертів, до певної міри перевершивши саму себе, позаяк після цього жодного року їй не вдавалося стільки разів з'явитися перед публікою. 2002 року «Замкова тінь» створила цикл пісень «Із середньовічних мотивів», який згодом було дещо доповнено й перероблено — відтоді творчість у форматі циклів гурт вважає найадекватнішою.
Від 2004 року колектив майже не виступає у Львові, проте час від часу з'являється у деяких інших містах України, зокрема у Збаражі — на традиційних ґотичних фестивалях «Некрополіс», завдяки чому зажив слави «ґотик-фольк» гурту.

## Склад гурту
- Зоряна Лещишин — вокал, перкусія
- Тарас Федорчак — вокал, сопілки, перкусія, музика
- Марічка Кошелінська-Мартинюк — бандура, мандоліна, вокал, перкусія, музика, текст
- Микола Максименко — гітара, бас-гітара, вокал, музика
- Тарас Рудакевич — скрипка, вокал
- Віктор Мартинюк — перкусія, вокал, тексти, музика